# Estación de ferrocarril de Qingdao
La estación de ferrocarril de Qingdao (en chino tradicional, 青島站; en chino simplificado, 青岛站; pinyin, Qīngdǎo zhàn) es una estación de ferrocarril de Qingdao, Shandong, en la República Popular de China. La estación fue inaugurada en 1901, pero los años previos a los Juegos Olímpicos de Pekín de 2008, la estación se sometió a una renovación significativa para acomodar el aumento del tráfico de pasajeros durante el período olímpico y posteriormente. La nueva estación es un ejemplo de rasgos arquitectónicos alemanes incorporados en un edificio de diseño chino, que es consistente con muchas estructuras en Qingdao.
Como una estación tradicional de Qingdao, recibe y sale de más de 100 trenes de pasajeros comunes (indicados con la letra Z/T/K, o ninguna letra indicada), trenes CRH inicialmente programados (indicados con la letra G/D) y algunos interurbanos de CRH (denotados con la letra C) al día. Limitado por un número relativamente pequeño de plataformas, la mayoría de los trenes recientemente programados eventualmente no se detendrán aquí, sino que terminarán en la estación de Qingdao Norte, más grande.

## Imágenes
|                |
| Postal de 1913 |

|                |
| Década de 1910 |

|              |
| Fachada este |

|                      |
| Edificio colindante. |